# Lienella nigratoria
Lienella nigratoria là một loài tò vò trong họ Ichneumonidae.